# Bursera
Genre
Classification phylogénétique
Le genre Bursera regroupe une centaine d'espèces d'arbustes et d'arbres allant jusqu'à 25 m de haut. L'appellation vient du nom d'un botaniste germano-danois Joachim Burser (en) (1583-1639).
Ces arbres se répartissent du sud des États-Unis au nord de l'Argentine.
Des espèces tropicales d'Asie jadis incluses dans ce genre en ont été retirées pour le genre Protium.

## Description
Ce sont des arbres à écorce fine se desquamant en bandes. Ils produisent des gommes odorantes riches en oléorésines d'où leur nom d'« arbres à térébenthine » ou turpentine trees.
Les feuilles sont imparipennées ou simples.
La fleur comporte 8-10 étamines distinctes, insérées avec les pétales.

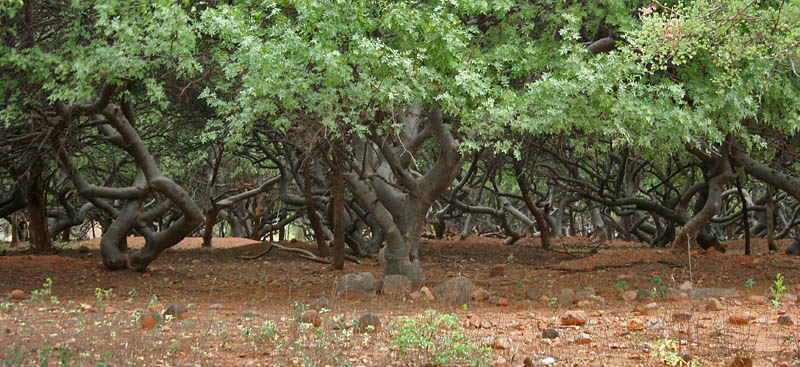
Peuplement de Bursera penicillata.
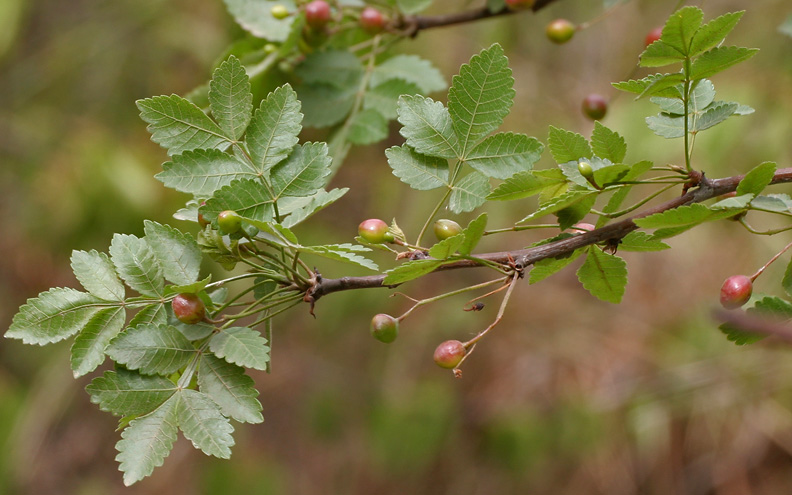
Bursera penicillata, fruits & feuilles.
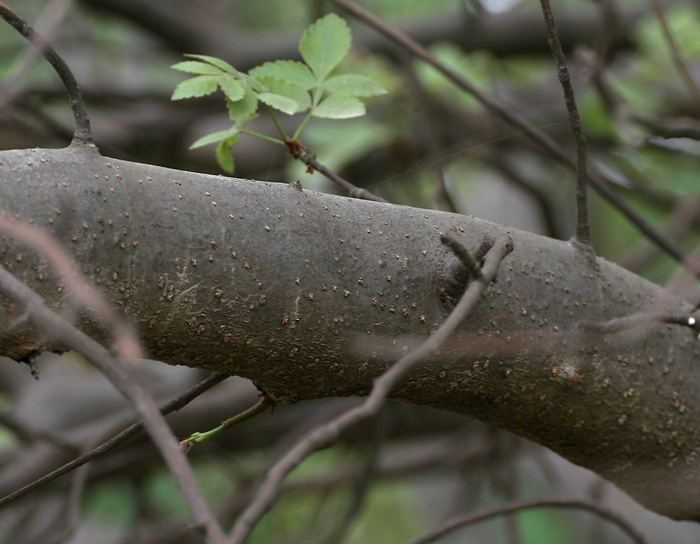
Bursera penicillata, tronc.

## Principales espèces
- Bursera aloexylon (Schiede ex Schltdl.) Engl.
- Bursera arida
- Bursera aptera
- Bursera arborea
- Bursera atenuata
- Bursera aspleniifolia
- Bursera bicolor
- Bursera biflora
- Bursera bipinnata (en)
- Bursera bolivarii
- Bursera bonetti
- Bursera cerasifolia (en)
- Bursera chemapodicta
- Bursera cinera
- Bursera citronella
- Bursera compacta
- Bursera copallifera
- Bursera coyucensis
- Bursera crenata
- Bursera cuneata
- Bursera delpechiana Poiss. ex Engl.
- Bursera denticulata
- Bursera discolor
- Bursera diversifolia
- Bursera epinnata
- Bursera excelsa (en) (Kunth) Engl.
- Bursera fagaroides (en) (Kunth) Engl.
- Bursera filicifolia (en)
- Bursera fragantissima
- Bursera fragilis
- Bursera galeottiana Engl.
- Bursera glabrifolia (Kunth) Engl.
- Bursera grandifolia (en)
- Bursera graveolens (en) (Kunth) Triana & Planch.
- Bursera heteresthes
- Bursera hindsiana (en)
- Bursera hintonii
- Bursera hollickii (en) (Britton) F. & R.
- Bursera infiernidialis
- Bursera instabilis
- Bursera isthmica
- Bursera heliae
- Bursera kerberii
- Bursera krusei
- Bursera lancifolia (en)
- Bursera laurihuertae
- Bursera laxiflora (en)
- Bursera leptophloeos Engl.
- Bursera longpipes
- Bursera macvaughiana
- Bursera malacophylla (en) B.L.Rob.
- Bursera medranoana
- Bursera microphylla (en) A.Gray
- Bursera mirandae
- Bursera morelensis
- Bursera multifolia
- Bursera multijuga
- Bursera nesopola
- Bursera odorata
- Bursera occulta
- Bursera palaciosii
- Bursera palmeri
- Bursera penicillata (en) (DC.) Engl.
- Bursera ribana
- Bursera rzedowski
- Bursera ruticola
- Bursera sarcopoda
- Bursera sarukhanii
- Bursera schlechtendalii Engl.
- Bursera simaruba (L.) Sarg.
- Bursera staphyleoides
- Bursera laxiflora (en)
- Bursera stenophylla
- Bursera submoniliformis
- Bursera suntui
- Bursera tecomaca
- Bursera tomentosa
- Bursera tonkinensis (en) Guillaum.
- Bursera trifoliolata
- Bursera trimera
- Bursera vasquezyanesii
- Bursera vejar-vazquezii
- Bursera velutina
- Bursera xochipalensis